# USCGC Healy (WAGB-20)
USCGC Healy (WAGB-20)  — важкий криголам, найбільше судно Берегової охорони США. Окрім виконання завдань служби берегової охорони криголам  офіційно також є головним судном в США для проведення цивільних наукових досліджень та експедицій з океанографії, вивчення хімічного складу морської води і властивостей льоду, морської флори і фауни, для чого на борту криголама є наукова апаратура, Також на борту криголама знаходиться п'ять лабораторій і спецобладнання, включаючи донні сонари, водолазне обладнання і вертоліт. Для роботи з підводною акустикою криголам може контролювати шуми від своєї рухової установки.

## Будівництво

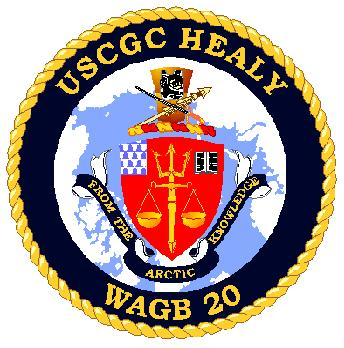
Емблема корабля

Судно було побудовано на незалежній суднобудівній компанії Avondale Shipyard, корабельні якої розташовані на західному березі річки Міссісіпі приблизно за 20 милях вгору за течією від Нового Орлеана, штат Луїзіана поруч c Евондейл, штат Луїзіана. Судно названо на честь Майкла Августина Хілі капітана берегової охорони США (1839-1904).
Криголам був закладений 16 вересня 1996 року. Спущений на воду 15 листопада 1997 року, 10 листопада 1999 року залучений в експлуатацію. Криголам «Healy» приєднався до криголама USCGC «Polar Star» (WAGB-10), та USCGC «Polar Sea» (WAGB-11), портом приписки яких є Сіетл, штат Вашингтон. 9 серпня 2000 року криголам прибув в порт приписки Сіетл.

## Служба
Під час арктичного західного літа 2011 (AWS11) криголам  співпрацював з дослідниками з NASA для вивчення заломлювальних властивостей сонячного світла в Арктиці.
9 серпня 2015 року залишив Датч-Харбор, Аляска, і вирушив в експедицію до Північного полюса. 5 вересня став першим американським кораблем, який досяг Північного полюса без супроводу. Даний рейс був виконаний в рамках підтримки проєкту Національного наукового фонду GEOTRACES.
15 жовтня 2016 року  повернулася до свого порту приписки в Сіетлі після 127-денного літнього розгортання в Північному Льодовитому океані. Екіпаж судна та  вчені, що супроводжують її, взяли участь у трьох наукових дослідженнях. Основні моменти цього розгортання включають відкриття нових видів медуз в Чукотському морі, спостереження за континентальним шельфом в Північному Льодовитому океані та Беринговому морі та збір даних про зміну клімату.
10 серпня 2020 року сталась пожежа на борту корабля, після виходу з  порту міста Сьюард у штаті Аляска, причиною загоряння став правий головний двигун. Ліквідація пожежі тривала близько пів години й внаслідок цього вийшли з ладу сам двигун та вал правого борту.